# Morti nell'850
| Questa pagina contiene informazioni ricavate automaticamente dalle voci biografiche con l'ausilio del template Bio e di un bot. L'aggiornamento è periodico e automatico e ricostruisce completamente la pagina. Se manca una persona in questa lista, sei pregato di non aggiungerla, ma accertati piuttosto che la sua voce biografica contenga il template Bio e che i dati anagrafici siano correttamente compilati. Se il template Bio manca, inseriscilo tu stesso o, in alternativa, metti l'avviso {{tmp\|Bio}} che ne segnala la mancanza. Se i dati riportati sono sbagliati, correggi direttamente la voce biografica; le modifiche saranno visibili in questa lista entro pochi giorni. Per chiarimenti vedi il progetto biografie. La lista contiene solo le 9 persone che sono citate nell'enciclopedia e per le quali è stato implementato correttamente il template Bio. Pagina aggiornata al 13 gen 2025. |

- 1º febbraio - Ramiro I delle Asturie, re (n. 790)
- 29 aprile - Amalario di Metz, arcivescovo, teologo e diplomatico francese
- 6 maggio - Ninmyō, imperatore giapponese (n. 808)
- 21 settembre - Maura di Troyes, santa franca (n. 827)
- 9 novembre - Abramo II, vescovo cristiano orientale siro
- Guglielmo II di Tolosa, conte (n. 826)
- Huángbò Xīyùn, monaco buddista cinese
- Isḥāq al-Mawṣilī, musicista persiano (n. 767)
- Tarkhan, sovrano